# Placothuria squamata
Placothuria squamata är en sjögurkeart som beskrevs av Pawson 1968. Placothuria squamata ingår i släktet Placothuria och familjen Placothuriidae. Inga underarter finns listade i Catalogue of Life.